# Misotermes vicinus
Misotermes vicinus är en tvåvingeart som beskrevs av Borgmeier 1967. Misotermes vicinus ingår i släktet Misotermes och familjen puckelflugor.
Artens utbredningsområde är Thailand. Inga underarter finns listade i Catalogue of Life.